# Radka Kahlefeldt
Radka Kahlefeldt (* 7. November 1984 in Jablonec nad Nisou als Radka Vodičková) ist eine australische Triathletin tschechischer Herkunft. Sie ist U23-Europameisterin Wintertriathlon (2006), Duathlon-Europameisterin (2008) und Olympiastarterin (2012).

## Werdegang
Radka Vodičková verbrachte ihre Kindheit zusammen mit ihrer drei Jahre jüngeren Schwester in einer tschechischen Industriestadt. Als ihr Vater eine Stelle als Tennistrainer an der Grenze zwischen Österreich und der Schweiz annahm, zog ihre Mutter mit ihr als sie sieben Jahre alt war, nach.
Zweieinhalb Jahre später zogen sie nach Jablonec nad Nisou, wo Vodičková u. a. Skilanglauf, Mountainbiken, Schwimmen, Rennradfahren und Laufsport betrieb. Als Teenager schloss sie sich einem Triathlonverein in der Region an.
In der Tschechischen Republik startete Radka Vodičková für den Brünner Elite-Verein Ekol Team, studierte an der Masaryk-Universität in Brünn Sportwissenschaften und war Mitglied der tschechischen Nationalmannschaft.

### U23-Europameisterin Wintertriathlon 2006
Im März 2006 wurde sie in Italien U23-Europameisterin Wintertriathlon.
Seit 2008 gehörte Radka Vodičková, wie auch Daniela Ryf, der Schweizer Nachwuchs-Elitemannschaft Wildcats Swiss Triathlon Team an und konnte im Jahr 2008 z. B. den Uster-Triathlon sowie den Züri Triathlon gewinnen.

### Europameisterin Duathlon 2008
2008 wurde sie Duathlon-Europameisterin auf der Kurzdistanz (10 km Laufen, 40 km Radfahren und 5 km Laufen), nachdem sie sich schon im Vorjahr den Titel der Vizemeisterin geholt hatte. Im selben Jahr ging Radka Vodičková in der deutschen Bundesliga für den Krefelder Kanu Klub an den Start und konnte Silber beim Europacup in Schliersee gewinnen.
Sie trat 2008 und 2009 in Spanien auch für den katalanischen Club CN Reus Ploms an und konnte beispielsweise den Duatlón Villa Madrid gewinnen.
Neben ITU-Worldcups und den Wettkämpfen der ITU World Championship Series trat Radka Vodičková auch bei weiteren Wettkämpfen erfolgreich an:
So gewann sie im Dezember 2009 den Powerman Malaysia sowie 2009, 2011 und 2012 den Laguna Phuket Triathlon.

### Olympische Sommerspiele 2012
Seit 2012 geht sie auch bei Rennen über die halbe Ironman-Distanz (auch Mitteldistanz oder Ironman 70.3: 1,9 km Schwimmen, 90 km Radfahren und 21,1 km Laufen) an den Start. Bei den Olympischen Sommerspielen belegte sie 2012 den 20. Rang.
2014 belegte sie den sechsten Rang bei den Ironman 70.3 World Championships und im September 2016 wurde sie in Australien Neunte.
Im April 2017 wurde sie Zweite bei der Erstaustragung des Ironman 70.3 Liuzhou.
Radka Kahlefeldt konnte die Challenge-Weltserie 2019 für sich entscheiden; neben dem Belgier Pieter Heemeryck bei den Männern. Im Dezember 2022 wurde die 38-Jährige Fünfte auf der Langdistanz im Ironman Western Australia.
Im Juni 2023 wurde Kahlefeldt Zweite im Ironman Cairns.

### Privates
Radka Kahlefeldt wuchs in ihrem Geburtsort Jablonec nad Nisou im Norden der Tschechischen Republik auf, lebte später in Hellikon in der Schweiz und seit Mai 2017 in Australien.
Seit Dezember 2016 ist sie mit dem australischen Triathleten Brad Kahlefeldt (* 1979) verheiratet und sie startet seitdem für Australien. Im Juli 2017 gaben die beiden über soziale Medien bekannt, dass sie für Anfang 2018 Nachwuchs erwarten und im Januar kam ihre Tochter  zur Welt. Seit März 2023 ist sie australische Staatsbürgerin.

## Sportliche Erfolge
| Datum/Jahr    | Rang | Wettbewerb                                       | Austragungsort | Zeit       | Bemerkung,                                                                            |
| ------------- | ---- | ------------------------------------------------ | -------------- | ---------- | ------------------------------------------------------------------------------------- |
| 10. Nov. 2024 | 3    | Ironman 70.3 Melbourne                           | Melbourne      | 04:06:32   |                                                                                       |
| 14. Apr. 2024 | 11   | T100 Singapore                                   | Singapur       | 04:02:25   | 2 km Schwimmen, 80 km Radfahren und 18 km Laufen                                      |
| 24. März 2024 | 4    | Ironman 70.3 Geelong                             | Geelong        | 04:11:31   |                                                                                       |
| 26. März 2023 | 2    | Ironman 70.3 Geelong                             | Geelong        | 04:12:39   |                                                                                       |
| 15. Feb. 2020 | 1    | Challenge Wanaka                                 | Wanaka         | 04:28:11   | [ 15 ]                                                                                |
| 7. Sep. 2019  | 6    | Ironman 70.3 World Championships                 | Nizza          | 04:33:38   | Weltmeisterschaft                                                                     |
| 14. Juli 2019 | 1    | Ironman 70.3 Astana                              | Nur-Sultan     |            |                                                                                       |
| 30. Juni 2019 | 1    | Challenge Walchsee-Kaiserwinkl                   | Walchsee       |            |                                                                                       |
| 12. Mai 2019  | 3    | Ironman 70.3 Vietnam                             | Đà Nẵng        | 04:11:04   |                                                                                       |
| 24. März 2019 | 1    | Ironman 70.3 Davao                               | Davao          | 04:16:52   |                                                                                       |
| 25. Nov. 2018 | 1    | Ironman 70.3 Western Sydney                      | Penrith City   | 04:12:26   |                                                                                       |
| 24. Sep. 2018 | 5    | Beijing International Triathlon                  | Peking         |            | [ 17 ]                                                                                |
| 1. Sep. 2018  | 5    | Ironman 70.3 World Championships                 | Port Elizabeth | 04:13:50   |                                                                                       |
| 5. Aug. 2018  | 1    | Ironman 70.3 Philippines                         | Luzon          | 04:12:13   | Ironman Asia-Pacific Championships                                                    |
| 10. Juni 2018 | 1    | 575 Keszthely Triathlon                          | Keszthely      | 04:27:47   | [ 18 ]                                                                                |
| 3. Juni 2018  | 3    | Challenge – The Championship                     | Šamorín        | 04:11:40   | Challenge World Championships; hinter Lucy Charles                                    |
| 13. Mai 2018  | 1    | Ironman 70.3 Vietnam                             | Đà Nẵng        | 04:14:36   |                                                                                       |
| 2018          | 1    | Ironman 70.3 Davao                               | Davao          | 04:25:38   |                                                                                       |
| 11. Juni 2017 | 3    | 575 Keszthely Triathlon                          | Keszthely      |            | Dritte auf der Mitteldistanz am Plattensee                                            |
| 1. Apr. 2017  | 2    | Ironman 70.3 Liuzhou                             | Liuzhou        | 04:08:39   |                                                                                       |
| 19. März 2017 | 2    | Ironman 70.3 Taiwan                              | Kenting        |            |                                                                                       |
| 12. März 2017 | 1    | Ironman 70.3 Subic Bay Philippines               | Subic-Bucht    | 04:22:13   |                                                                                       |
| 16. Okt. 2016 | 1    | Ironman 70.3 Hefei                               | Hefei          | 04:13:50   | Siegerin bei der Erstaustragung – neben ihrem Partner Brad Kahlefeldt bei den Männern |
| 4. Sep. 2016  | 9    | Ironman 70.3 World Championships                 | Mooloolaba     | 04:18:17   | [ 21 ]                                                                                |
| 8. Mai 2016   | 2    | Ironman 70.3 Vietnam                             | Đà Nẵng        | 04:15:46   |                                                                                       |
| 3. Apr. 2016  | 1    | Ironman 70.3 Putrajaya                           | Putrajaya      | 04:22:16   |                                                                                       |
| 6. März 2016  | 2    | Ironman 70.3 Subic Bay Philippines               | Philippinen    |            | Zweite hinter der Schweizerin Caroline Steffen                                        |
| 7. Feb. 2016  | 3    | Ironman 70.3 Geelong                             | Geelong        | 04:21:49   |                                                                                       |
| 29. Nov. 2015 | 3    | Challenge Laguna Phuket                          | Phuket         |            |                                                                                       |
| 15. Nov. 2015 | 3    | Challenge Shepparton                             | Shepparton     | 04:28:29   |                                                                                       |
| 17. Okt. 2015 | 1    | Ironman 70.3 Port Macquarie                      | Port Macquarie | 04:26:39   | erfolgreiche Titelverteidigung                                                        |
| 30. Aug. 2015 | 16   | Ironman 70.3 World Championships                 | Zell am See    | 04:38:15   |                                                                                       |
| 5. Juli 2015  | 3    | Ironman 70.3 Norway                              | Haugesund      | 04:21:38   |                                                                                       |
| 30. Nov. 2014 | 3    | Challenge Laguna Phuket                          | Phuket         |            |                                                                                       |
| 16. Nov. 2014 | 2    | Challenge Shepparton                             | Shepparton     | 04:26:32   |                                                                                       |
| 19. Okt. 2014 | 1    | Ironman 70.3 Port Macquarie                      | Port Macquarie | 04:30:40   |                                                                                       |
| 14. Sep. 2014 | 2    | Ironman 70.3 Sunshine Coast                      | Sunshine Coast | 04:16:21   |                                                                                       |
| 7. Sep. 2014  | 6    | Ironman 70.3 World Championships                 | Mont-Tremblant | 04:17:47   |                                                                                       |
| 31. Aug. 2014 | 7    | Hy-Vee Triathlon 5150                            | Des Moines     | 02:00:00   | U.S. Championships                                                                    |
| 1. Juni 2014  | 4    | Escape from Alcatraz Triathlon                   | San Francisco  | 02:20:07   |                                                                                       |
| 4. Mai 2014   | 1    | Ironman 70.3 St. Croix                           | Saint Croix    | 04:30:13   |                                                                                       |
| 13. Apr. 2014 | 1    | Ironman 70.3 Putrajaya                           | Putrajaya      |            |                                                                                       |
| 16. März 2014 | 1    | Challenge Batemans Bay                           | Batemans Bay   | 04:28:40   | Siegerin bei der Erstaustragung                                                       |
| 1. Dez. 2013  | 2    | Challenge Laguna Phuket                          | Phuket         | 02:46:53   |                                                                                       |
| 10. Nov. 2013 | 3    | Ironman 70.3 Mandurah                            | Mandurah       | 04:10:20   |                                                                                       |
| 29. Sep. 2013 | 1    | Los Angeles Triathlon                            | Los Angeles    | 02:03:07   | Siegerin auf der olympischen Distanz                                                  |
| 4. Aug. 2013  | 2    | Steelhead Ironman 70.3                           | Benton Harbor  | 04:16:44   |                                                                                       |
| 22. Juni 2013 | 8    | Alpen-Triathlon                                  | Schliersee     | 02:01:42   |                                                                                       |
| 20. Okt. 2012 | 3    | Ironman 70.3 Mandurah                            | Mandurah       |            |                                                                                       |
| 8. Sep. 2012  | 4    | Alpen-Triathlon                                  | Schliersee     | 02:20:48   |                                                                                       |
| 2. Dez. 2012  | 2    | Ironman 70.3 Asia Pacific                        | Phuket         | 04:31:46   |                                                                                       |
| 25. Nov. 2012 | 1    | Laguna Phuket Triathlon                          | Phuket         | 02:50:41,9 |                                                                                       |
| 4. Aug. 2012  | 20   | Olympische Sommerspiele 2012                     | London         | 02:02:34   |                                                                                       |
| 26. Juli 2012 | 2    | Triathlon EDF Alpe d’Huez                        | Alpe d’Huez    | 02:15:51,6 | Zweite auf der Kurzdistanz                                                            |
| 1. Juli 2012  | 1    | 5150 Berlin                                      | Berlin         | 02:03:32   |                                                                                       |
| 21. Apr. 2012 | 3    | ITU Pan American Triathlon Cup                   | Mazatlán       |            |                                                                                       |
| 18. März 2012 | 3    | Ironman 70.3 San Juan                            | San Juan       | 04:23:23   | [ 23 ]                                                                                |
| 4. Dez. 2011  | 3    | Ironman 70.3 Asia Pacific                        | Phuket         | 04:34:50   |                                                                                       |
| 27. Nov. 2011 | 1    | Laguna Phuket Triathlon                          | Phuket         | 02:54:18   |                                                                                       |
| 10. Sep. 2011 | 1    | The Triathlon at Pacific Grove                   | Pacific Grove  | 02:05:01   | [ 24 ]                                                                                |
| 3. Juli 2011  | 1    | Alpen-Triathlon                                  | Schliersee     |            |                                                                                       |
| 24. Juni 2011 | 16   | ETU Triathlon European Championships             | Pontevedra     | 02:07:38   | Europameisterschaft                                                                   |
| 25. Sep. 2010 | 2    | ITU Long Distance Triathlon World Series         | Weihai         | 04:19:42   | hinter der Schweizer Siegerin Caroline Steffen                                        |
| 29. Aug. 2010 | 2    | Almere Premium European Cup                      | Almere         | 02:02:56   |                                                                                       |
| 6. Dez. 2009  | 1    | Laguna Phuket Triathlon                          | Phuket         |            | [ 25 ] [ 26 ]                                                                         |
| 23. Aug. 2009 | 1    | ITU Triathlon European Cup                       | Karlsbad       | 02:03:51   |                                                                                       |
| 12. Juli 2008 | 1    | Züri Triathlon                                   | Zürich         |            |                                                                                       |
| 18. Mai 2008  | 1    | ITU Triathlon European Cup                       | Brünn          | 02:08:11   |                                                                                       |
| 21. Juni 2003 | 5    | ETU Triathlon European Championship Junior Women | Karlsbad       | 01:10:06   | Junioren-Europameisterschaft                                                          |

| Datum/Jahr    | Rang | Wettbewerb                | Austragungsort | Zeit     | Bemerkung                             |
| ------------- | ---- | ------------------------- | -------------- | -------- | ------------------------------------- |
| 5. Mai 2024   | 2    | Ironman Australia         | Port Macquarie |          |                                       |
| 14. Okt. 2023 | 18   | Ironman Hawaii            | Hawaii         | 09:03:07 |                                       |
| 18. Juni 2023 | 2    | Ironman Cairns            | Cairns         | 08:58:49 | hinter Kylie Simpson                  |
| 7. Mai 2023   | 2    | Ironman Australia         | Port Macquarie | 09:25:04 | hinter der Australierin Kylie Simpson |
| 4. Dez. 2022  | 5    | Ironman Western Australia | Busselton      | 09:01:58 |                                       |
| 12. Juni 2022 | 2    | Ironman Cairns            | Cairns         |          |                                       |
| 7. März 2020  |      | Ironman New Zealand       | Taupō          |          | erster Start auf der Ironman-Distanz  |

| Datum/Jahr    | Rang | Wettbewerb                             | Austragungsort | Zeit     | Bemerkung                                                                    |
| ------------- | ---- | -------------------------------------- | -------------- | -------- | ---------------------------------------------------------------------------- |
| 27. Okt. 2013 | 1    | Powerman Malaysia                      | Putrajaya      | 03:17:19 | [ 27 ]                                                                       |
| 8. Nov. 2009  | 1    | Powerman Malaysia                      | Seri Manjung   | 03:08:55 | [ 9 ]                                                                        |
| 24. Mai 2008  | 1    | ETU Duathlon European Championships    | Serres         | 01:59:54 | Duathlon-Europameisterin                                                     |
| 16. Juni 2007 | 2    | ETU Duathlon European Championships    | Edinburgh      | 02:11:30 | Duathlon-Vizeeuropameisterin (10 km Laufen, 40 km Radfahren und 5 km Laufen) |
| 7. Okt. 2006  | 3    | ETU Duathlon European Championship U23 | Rimini         | 02:14:53 | U23-Europameisterschaft, Duathlon (20. Rang in der Elite-Klasse)             |

| Datum/Jahr   | Rang | Wettbewerb                                     | Austragungsort | Zeit | Bemerkung                           |
| ------------ | ---- | ---------------------------------------------- | -------------- | ---- | ----------------------------------- |
| 4. März 2006 | 1    | ETU Winter Triathlon European Championship U23 | Schilpario     |      | U23-Europameisterin Wintertriathlon |

(DNF – Did Not Finish)